# Bremena
Bremena je řeka v Litvě, v Žemaitsku, levý přítok řeky Akmena, do které se vlévá 19,9 km od jejího ústí do řeky Jūra, proti vsi Indija, 5 km na jih od Šilalė. Pramení mezi obcemi Naujasis Obelynas a Gaidėnai, 9 km na západ od okresního města Šilalė. Teče zpočátku směrem východním, křižuje cestu Naujasis Obelynas - Varsėdžiai, před vsí Pabremenis se stáčí na jihozápad, kříží silnici Balsiai - Upyna, po soutoku s řekou Gebenė u vsi Debliai se stáčí na západ a vlévá se do řeky Jūra. Na horním toku je rezervace pstruhového pásma, jsou zde chráněni pstruzi. Naopak, na dolním toku, pod obcí Debliai je podle údajů z roku 2006 řeka na druhém místě v Litvě podle největšího znečištění (VI. třída).

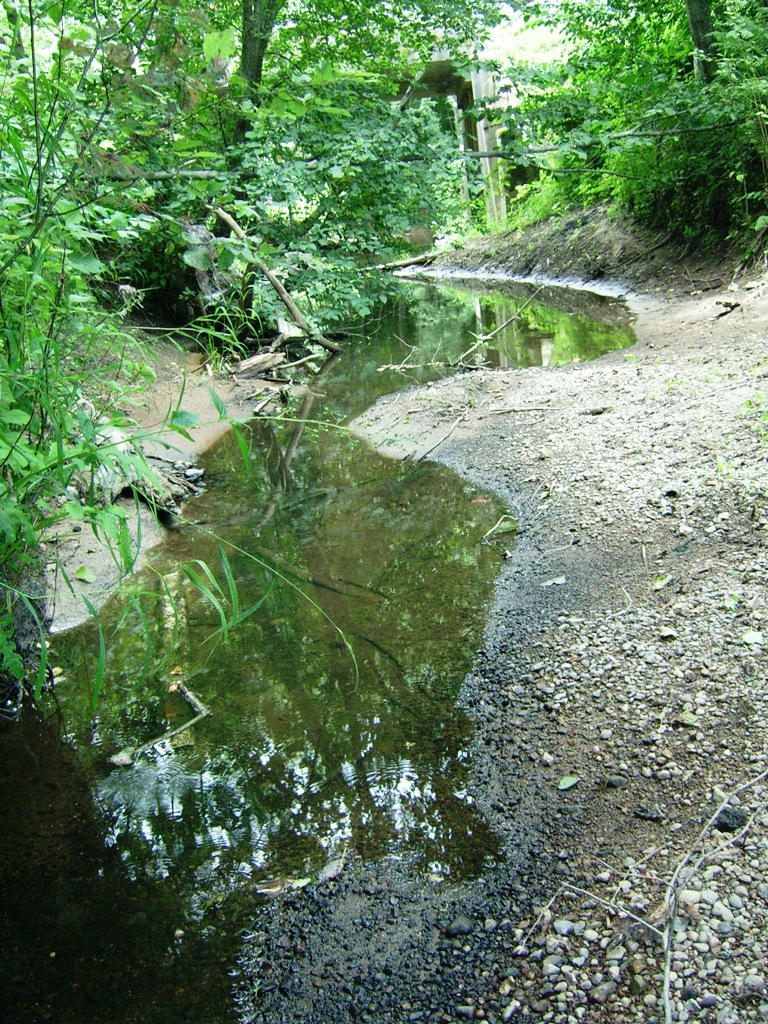
Bremena u vsi Debliai

## Přítoky
Levé:
- Gebenė
- Grindupis